# Annegret Kuhn

Annegret Kuhn

Annegret Kuhn (* 12. Mai 1967 in Heidelberg) ist eine deutsche Medizinerin, Klinikmanagerin, Wissenschaftlerin und Hochschullehrerin.

## Studium und Ausbildung
Nach dem Abitur 1986 am Kurfürst-Friedrich-Gymnasium in Heidelberg absolvierte Kuhn ein Semester an der Boston University, Massachusetts, USA, bevor sie zwischen 1987 und 1994 an der Georg-August-Universität Göttingen und der Ludwig-Maximilians-Universität München Humanmedizin studierte. Nach einem Klinik- und Forschungsaufenthalt an der University of California San Francisco (UCSF), Kalifornien, USA, hat Kuhn ihr Studium mit dem Staatsexamen abgeschlossen.

## Ärztin und Wissenschaftlerin
Von 1994 bis 2008 war Kuhn an der Hautklinik des Universitätsklinikums Düsseldorf als Ärztin bzw. Oberärztin tätig. 2001 erlangte sie den Facharzt für Dermatologie und Venerologie sowie die Laborfachkunde und 2003 die Weiterbildung Allergologie. Im Jahr 2009 wechselte sie als Oberärztin an die Klinik für Hautkrankheiten des Universitätsklinikums Münster.
1998 promovierte und 2003 habilitierte Kuhn zum Thema „Lupus erythematodes“ an der Heinrich-Heine-Universität Düsseldorf. Von 2007 bis 2008 war sie außerplanmäßige Professorin der Universität Düsseldorf. Ein Jahr später folgte die Umhabilitation an die Universität Münster, an der sie bis Anfang 2016 auch außerplanmäßige Professorin war. 2016 erhielt Kuhn eine außerplanmäßige Professur an der Universität Mainz, und 2018 erfolgte die Umhabilitation zurück an die Universität Münster, wo sie bis heute auch eine außerplanmäßige Professur innehat. 
Nach der Promotion erhielt sie ein Lise-Meitner-Stipendium des Ministeriums für Schule und Weiterbildung, Wissenschaft und Forschung des Landes Nordrhein-Westfalen, das sie am Institut für Zellbiologie, Zentrum für Molekularbiologie der Entzündung (ZMBE) an der Westfälischen Wilhelms-Universität Münster verbrachte. Nach der Habilitation erhielt sie ein Heisenberg-Stipendium der Deutschen Forschungsgemeinschaft (DFG), das sie am Max-Planck-Institut für molekulare Biomedizin in Münster und der Abteilung Immungenetik, Forschungsschwerpunkt Tumorimmunologie, am Deutschen Krebsforschungszentrum (DKFZ) in Heidelberg absolvierte.
Am DKFZ etablierte Kuhn 2005 die Forschungsgruppe „Autoimmunerkrankungen der Haut“ in der Abteilung Immungenetik, Schwerpunkt Tumorimmunologie, die sie bis 2017 leitete. Sie hat sich insbesondere auf die Pathogenese des Lupus erythematodes sowie die Entwicklung neuer diagnostischer und therapeutischer Möglichkeiten dieser Autoimmunerkrankung spezialisiert. Zudem war sie Gründerin und Vorstandsvorsitzende der europäischen Fachgesellschaft European Society of Cutaneous Lupus Erythematosus (EUSCLE) e. V. und leitete u. a. interdisziplinäre Gremien für die Entwicklung von diagnostischen und therapeutischen Leitlinien. Auf Expertscape war sie von 2015 bis 2019 unter den Experten für „Cutaneous Lupus Erythematosus“ weltweit auf Platz 1 gelistet.
In den Jahren von 2005 bis 2019 erhielt Kuhn insgesamt 3 Rufe auf W2-Professuren (jeweils 1. Listenplatz) an deutschen Universitäten, im Jahr 2019 wurde sie von der Universität Bern, Schweiz, auf die Position „Full Professor of Clinical Research and Director of the Department of Clinical Research (DCR)“ auf Platz 2 gelistet.
Seit 2020 ist Kuhn Visiting Professor am Amsterdam University Medical Center (AMC), Niederlande, und seit 2022 Research Affiliate an der Universität Passau.

## Hochschullehrerin
Seit 1994 ist Kuhn aktiv in die akademische Lehre eingebunden. 2003 erhielt Kuhn die Venia Legendi im Fach Dermatologie und Venerologie an der Heinrich-Heine-Universität Düsseldorf, die sie bis 2008 innehatte. Nach dem Wechsel an die Universität Münster 2009 bzw. die Universität Mainz 2016 hatte sie an der jeweiligen Medizinischen Fakultät die Venia Legendi inne. Seit 2018 erhielt sie erneut die Venia Legendi an der Universität Münster, die sie bis heute innehat. Seit 2022 ist Kuhn zusätzlich Lehrbeauftragte an der Wirtschaftswissenschaftlichen Fakultät der Universität Passau und leitet dort das neue Masterprogramm „Design of Innovative Strategies in Healthcare using the LEGO® SERIOUS PLAY® method“.
Kuhn absolvierte Weiterbildungen zum Thema Lehren und Prüfen beim Deutschen Hochschulverband, auch wurde sie zum Tutor für Problemorientiertes Lernen (POL) an der Universität Münster ausgebildet. 2022 absolvierte sie die Weiterbildung zum „Trained Facilitator of LEGO® SERIOUS PLAY® Method and Materials“, diese Kenntnisse setzt sie erfolgreich in der universitären Lehre ein.

## Klinik- und Wissenschaftsmanagerin
Von 2011 bis 2013 absolvierte Kuhn das Weiterbildungsstudium „Health Care Management“ mit dem Abschluss Master of Business Administration (MBA) an der Universität Bayreuth. Weiterhin absolvierte sie von 2019 bis 2020 die Ausbildung zur zertifizierten „Kommunikations- und Rhetorik-Trainerin“ an der Rhetorik-Akademie Tübingen. 2020 hat Kuhn das Qualifizierungsprogramm zum geprüften „Digital Business Manager“ an der WiSo-Führungskräfte-Akademie Nürnberg und 2021 das Executive Education Programm: „Leading Digital Transformation in Health Care“ and „Designing and Implementing AI Solutions for Health Care“ an der Harvard Medical School, Boston, MA, USA, absolviert. Die zertifizierte Weiterbildung zum „Certified Healthcare Chief Information Officer (CHCIO)“ hat sie 2022 erfolgreich an der Academy of Health Information Management Executives (AHIME) abgeschlossen.
Im Laufe ihrer beruflichen Tätigkeiten hat Kuhn weitere Weiterbildungen im Bereich Klinik- und Wissenschaftsmanagement absolviert, z. B. bei Malik Management, bei der Ärztekammer Westfalen-Lippe, beim mibeg-Institut Medizin sowie beim Zentrum für Wissenschaftsmanagement (ZWM) e.V. und beim Deutschen Hochschulverband (DHV).
Von 2014 bis 2017 übernahm Kuhn die Leitung des Interdisziplinären Zentrums Klinische Studien (IZKS) an der Universitätsmedizin der Johannes Gutenberg-Universität Mainz. In dieser Funktion koordinierte sie für die Medizinische Fakultät sowie Universitäten im In- und Ausland interdisziplinäre und internationale klinische Studien. Auch hat Kuhn durch die Einwerbung von Drittmitteln in Millionenhöhe die translationale Forschung erfolgreich gefördert und war eine der Verantwortlichen für die Einwerbung des Onkologischen Spitzenzentrums (CCC) an der Universität Mainz.
2017 nahm Kuhn das Angebot am Universitätsklinikum Münster (UKM) an, die neue Stabsstelle des Vorstands bzw. die Stabsstelle für Unternehmensentwicklung und Strategische Koordination aufzubauen und zu leiten sowie den Ärztlichen Direktor in bestimmten Angelegenheiten zu vertreten. Schwerpunkte der Tätigkeit ihres Teams lagen in der strategischen Weiterentwicklung und der Struktur- und Prozessoptimierung der Krankenversorgung, dem Aufbau von Kooperationen mit Partnern der Region u. a. zur Verbesserung der ländlichen Versorgung, sowie in der Stärkung der Zusammenarbeit zwischen Krankenversorgung, Forschung und Lehre gemeinsam mit der Medizinischen Fakultät der Westfälischen Wilhelms-Universität Münster. Zudem war Kuhn in 2019 Komm. Leiterin der Stabsstelle Zentrales Qualitäts- und Klinisches Risikomanagement des UKM.
Von 2020 bis 2021 war Kuhn Ärztliche Direktorin und Mitglied der Klinikleitung des Klinikums Passau und somit die einzige Frau in dieser Funktion im Hauptamt in Bayern. In dieser Zeit hat sie innovative strategische und digitale Konzepte entwickelt sowie das Klinikum erfolgreich durch die 2. Welle der Corona-Pandemie geführt. Zudem hat sie federführend für den Standort Passau zusammen mit den anderen beteiligten Kliniken Prämissen und Konzepte für den Medizincampus Niederbayern erstellt. Durch ihre Initiative war es möglich geworden, die Kliniken in Niederbayern für ein gemeinsames Konzept zu gewinnen und mit der Universität Passau moderne wissenschaftliche Strukturen zu entwickeln. Anfang 2022 haben sich der bayerische Ministerpräsident Söder und der Wissenschaftsminister Markus Blume für die Errichtung eines niederbayerischen Medizincampus ausgesprochen – mit den Standorten Deggendorf, Straubing und Landshut und Passau als Zentrum. 2021 wurde das Amt der Hauptamtlichen Ärztlichen Direktorin am Klinikum Passau in ein Nebenamt zurückgeführt und somit der Struktur den anderen Kliniken des Medizincampus Niederbayern angepasst.
Von Januar bis Dezember 2022 war Kuhn Leiterin des Teams Planung Impfinfrastruktur der Task Force Impfen des Ministeriums für Soziales, Gesundheit und Integration Baden-Württemberg. Hier hat sie nach einer Reise durch das gesamte Land einen wissenschaftlichen Bericht zur Corona-Impfinfrastruktur mit Empfehlungen für ein robustes zukünftiges Landesimpfkonzept erstellt. Die Ergebnisse sind in die Änderungen des Landesimpfkonzeptes seit April 2022 eingeflossen.

## Stipendien und Auszeichnungen (Auswahl)
- 1999–2002 Lise-Meitner-Stipendiatin des Ministeriums für Schule und Weiterbildung, Wissenschaft und Forschung des Landes Nordrhein-Westfalen
- 2004–2008 Heisenberg-Stipendiatin der Deutschen Forschungsgemeinschaft (DFG)
- 2015 SkinPact Award (Leadership Community)[16][17][18][19] von Galderma und International League of Dermatological Societies (ILDS)

## Mitgliedschaften und Gremienarbeit (Auswahl)
- seit 2022 Leitung der Ausschusses Parität des Deutschen Ärztinnenbundes
- seit 2021 Wissenschaftliche Expertin für das Ministerium für Soziales, Gesundheit und Integration Baden-Württemberg (Task Force Impfen)
- 2021–2022 Leiterin der Begutachtung für das Ministerium für Kultur und Wissenschaft des Landes Nordrhein-Westfalen (NRW-Rückkehrprogramm)
- 2020–2021 Task Force Medizincampus Niederbayern
- seit 2019 EULAR Online Course for Systemic Lupus Erythematosus of the Lupus Academy
- 2004–2018 Vorstandsvorsitzende der European Society of Cutaneous Lupus Erythematosus (EUSCLE) e. V.
- seit 2008 Wissenschaftlicher Beirat der Lupus Erythematodes Selbsthilfegemeinschaft e. V.[20]
- seit 2010 Aufnahme in die Wissenschaftsdatenbank AcademiaNet[21]
- seit 2014 Mentorenprogramm im Studiengang Gesundheitsökonomie, Universität Bayreuth
- 2015–2019 Gutachterin für das Ministerium für Wirtschaft, Innovation, Digitalisierung und Energie (Gesundheit.NRW)
- 2015–2018: Wissenschaftlicher Beirat bei TRON (Translationale Onkologie an der Universitätsmedizin der Johannes Gutenberg-Universität Mainz gGmbH)
- seit 2015 Mentorenprogramm im Management Training, Zentrum für Wissenschaftsmanagement (ZWM) e. V. & Schering Stiftung